# Mirin Dajo
Mirin Dajo (pseudoniem van Arnold Gerrit Henskes; Rotterdam, 6 augustus 1912 – Winterthur, 28 mei 1948) was een Nederlands spiritualist. Hij zag zichzelf niet als fakir, maar als profeet voor vrede. Hij verkreeg vooral bekendheid door zijn optredens, waarbij hij zijn lichaam liet doorboren met allerhande voorwerpen, zoals messen of degens, klaarblijkelijk zonder hierbij lichamelijk letsel op te lopen. Hiermee verbaasde hij de medische gemeenschap van die tijd. Zijn spirituele gedachtegoed vond in die tijd geen aarde.

## Biografie
Henskes werd geboren in Rotterdam. Hij begon met een carrière in de schone kunsten en had zijn eigen ontwerpbureau. Op zijn 33e ontdekte hij volgens eigen zeggen dat zijn lichaam niet verwond kon worden. Hij stopte hierna met zijn baan en trok naar Amsterdam, waar hij geld verdiende door in cafés mensen zijn lichaam te laten doorboren met dolkachtige voorwerpen. Ook slikte hij glas en scheermesjes in.
Henskes was van mening dat mensen eens afstand zouden moeten doen van het materialisme en accepteren dat er een hogere macht was. Volgens eigen zeggen zou God hem gebruiken om mensen te tonen dat er meer in het leven is. Hij nam rond deze tijd officieel zijn artiestennaam Mirin Dajo, Esperanto voor “wonder”, aan. Hij beschouwde het als zijn doel om, onder andere via het Esperanto en zijn optredens, de mensheid te verenigen. Omdat hij een vergunning nodig had om in het openbaar op te treden, moest hij zichzelf eerst verplicht laten keuren door een arts. Hij werd onder andere onderzocht door professor Carp, dr. Bertholt en dr. Stokvis van de Universiteit van Leiden. Ze stonden toe dat hij zijn optreden uitvoerde, maar niet dat hij dit zou gebruiken om zijn leer en boodschap te verkondigen. . De Utrechtse hoogleraar parapsychologie Wilhelm Tenhaeff kwam tot de conclusie dat Mirin Dajo gebruikmaakte van een ‘intrasomatisch psychokinetisch proces’, waardoor hij met geestkracht dingen in zijn lijf kon laten bewegen.
In 1947 vertrok Dajo naar Zwitserland, waar hij aanvankelijk ook alleen een vergunning kreeg als hij niet zijn boodschap zou verkondigen tijdens zijn optreden. Hier werd Jan Dirk de Groot zijn vaste assistent. Volgens een artikel in Time Magazine had Dajo tijdens zijn verblijf in Zwitserland doktoren bewezen dat zijn optreden niet berustte op illusies of trucs, maar dat hij zijn lichaam echt kon doorboren.
Op 11 mei 1948 at Dajo een stalen naald, die volgens plan operatief verwijderd zou worden. De naald werd twee dagen later chirurgisch verwijderd uit zijn lichaam. Tien dagen daarna lag Dajo in een tranceachtige toestand op zijn bed, die drie dagen aanhield. Daarna werd hij doodverklaard. Volgens autopsie was hij gestorven aan een aortadissectie.